# Movimento Popular de Libertação do Sudão
Movimento Popular de Libertação do Sudão (MPLS) é um partido político do Sudão do Sul, sendo um dos principais grupos de guerrilha que atua no país.  Inicialmente foi fundado como uma ala política do Exército Popular de Libertação do Sudão (EPLS, principal protagonista da Segunda Guerra Civil Sudanesa) em 1983. Em 9 de janeiro de 2005, o EPLS, o MPLS e o governo do Sudão assinaram o Tratado de Naivasha, encerrando a guerra civil. O MPLS obteve então representação no governo do Sudão e foi o principal componente do governo do então semi-autônomo Sudão do Sul. Quando o Sudão do Sul se tornou um Estado soberano em 9 de julho de 2011, o MPLS tornou-se o partido governista na nova república. Os ramos do MPLS no Sudão se separariam, formando o Movimento Popular de Libertação do Sudão - Setor Norte. Além disso, o faccionalismo surgiria como resultado da Guerra Civil Sul-Sudanesa de 2013-2014, com o presidente Salva Kiir liderando o MPLS-Juba e o ex-vice-presidente Riek Machar liderando o Movimento Popular de Libertação do Sudão na Oposição.
Embora o partido não tenha aderido a uma ideologia consistente desde a independência do Sudão do Sul e, por extensão, o fim efetivo do conceito do Novo Sudão, e muitas facções existam, foi descrito como "estando à esquerda do centro ideologicamente falando", e a seção IV.2 do manifesto do partido afirma o apoio a uma economia de mercado regulada  com elementos semelhantes à socialdemocracia.